# Паліашвілі Іван Петрович
Іван Петрович Паліашві́лі (на російській сцені — Палієв; 13 жовтня 1868, Кутаїсі — 7 березня 1934, Тифліс) — диригент Російської імперії, грузинський радянський диригент і музичний педагог. Народний артист Грузинської РСР з 1924 року. Брат музикантів Захарія, Полікарпа і Левана Паліашвілі.

## Життєпис
Народився 1 [13] жовтня 1869 року в місті Кутаїсі (нині Грузія) у багатодітній сім'ї співака церковного хору. Музичну діяльність розпочав у 1887 році, як хормейстер і концертмейстер. Протягом 1888—1989 років займався у Санкт-Петербурзі у Миколи Римського-Корсакова (композиція) та у В'ячеслава Сука (диригування).
З 1889 року працював диригентом оперних труп у різних містах Російської імперії (Перм, Рига, Київ, Харків, Тифлісу, Одеса та інших), пропагуючи кращі твори російських та західноєвропейських класиків; під його керівництвом вперше виконувалися багато творів грузинських композиторів.
В Грузії як диригент виступав у 1911—1914 роках. У 1922—1934 роках — головний диригент Грузинського театру опери та балету. Продовжив традиції російського музичного виконавчого мистецтва, був одним із найкращих інтерпретаторів оперних творів грузинських композиторів. Виступав також як симфонічний диригент. У 1922—1925 роках викладав у оперній студії Тбіліської консерваторії. У 1925—1926 роках був ініціатором створення молодіжного симфонічного оркестру.

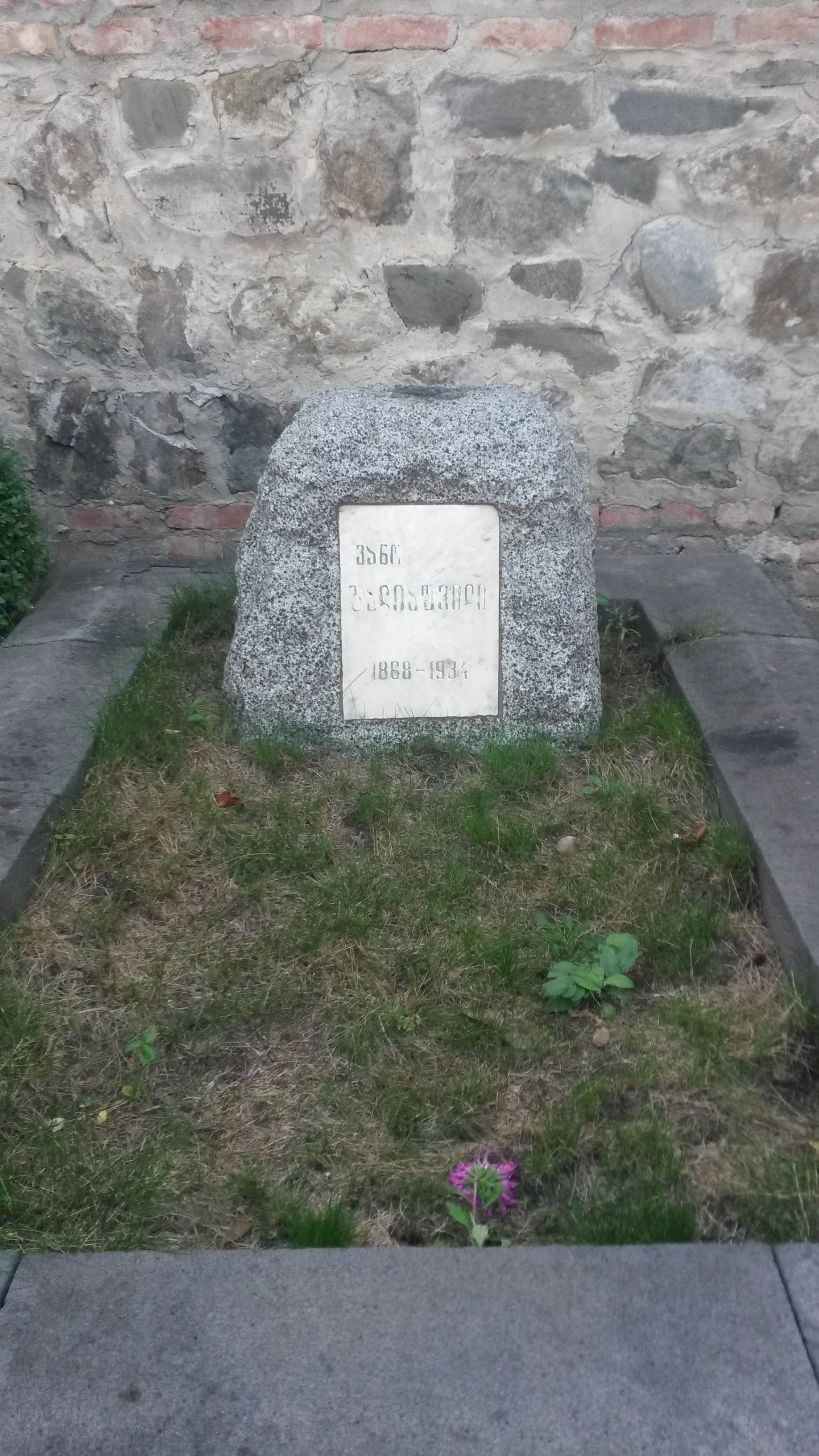
Могила.

Помер в Тифлісі 13 жовтня 1868 року, де і похоронений на пантеоні Мтацмінді.

## Постановки
У Грузинському театру опери та балету поставив опери:
- «Даїсі» (1923), «Абесалом і Етері» (1924, 1930), «Латавра» (1928) Захарія Паліашвілі;
- «Золотий півник» Миколи Римського-Корсакова (1924);
- «Руслан і Людмила» Михайла Глінки (1924);
- «Життя — радість»/«Динара» Дмитра Аракішвілі (1924);
- «Цисана» Віктора Долідзе (1924).